# E482A (Ecuador)
De E482A of Vía Colectora Guayabal-La Pila (Verzamelweg Guayabal-La Pila) is een secundaire nationale weg in Ecuador. De weg loopt van La Pila naar Guayabal en is 10 kilometer lang.